# 독일문화투쟁동맹
독일문화투쟁동맹(독일어: Kampfbund für deutsche Kultur; KfdK)은 바이마르 공화국 및 나치 독일 시기에 활동한 독일 국민주의-반유대주의 정치단체이다.
1928년 나치 사상가였던 알프레트 로젠베르크가 국민사회주의 독일 문화협회(독일어: Nationalsozialistische Gesellschaft; NGDK)라는 이름으로 설립하여 1934년 국민사회주의 문화 공동체(Nationalsozialistische Kulturgemeinde)라는 이름으로 재조직되었다. 국민사회주의 문화공동체의 목적은 나치당 지도부의 목적에 맞게 독일의 문화생활을 개조하는 것이었다. 이후 독일 연단(Deutsche Bühne)이라는 단체와 합병하여 독일문화투쟁동맹을 형성했다. 이러한 일련의 활동은 문화감시기관인 로젠베르크청의 설립과 그 궤를 같이하는 것이었다.